# Ángel Gallo Goyenechea
Ángel Custodio Francisco Gallo Goyenechea (Copiapó, 4 de marzo de 1828-Santiago, 1889) fue un político e ingeniero minero chileno.

## Primeros años de vida
Hijo de Miguel Gallo Vergara y Candelaria Goyenechea Sierra. Sus primeros estudios los realizó en su ciudad natal y más tarde, en el Instituto Nacional, donde se graduó de ingeniero en minas (1848).

## Vida pública
En 1851 incursionaba en las milicias de las guardias nacionales, en donde ese mismo año alcanzó el grado de mayor y jefe del 4.º Batallón de guardias nacionales. 
Entregado de lleno a los negocios, en 1851 y 1852, en representación de su madre, cooperó activamente en la organización de la compañía constructora del Ferrocarril de Valparaíso a Santiago; fue nombrado secretario de la compañía y director, posteriormente. 
A fines de ese año, emprendió viaje a Inglaterra y fue comisionado por la compañía constructora para comprar rieles, locomotoras y útiles para el ferrocarril. Regresó en 1858, después de haber recorrido gran parte de Europa. 
Diputado en cuatro períodos por Copiapó (1855-1867) y en dos períodos por Petorca (1867-1873), integrando la Comisión permanente de Hacienda e Industrias, además en la de Educación y Beneficencia.
En Chile, el gobierno de Manuel Montt no era de su agrado, y lo atacó, tanto en la tribuna parlamentaria, como en la prensa, especialmente en el periódico La Asamblea Constituyente. Fue considerado subversivo y tomado preso, el 12 de diciembre de 1858; desde la cárcel envió otro manifiesto por lo que la reacción gubernativa fue expulsarlo del país y remitirlo a Inglaterra en el barco inglés Elisa Braginton. 
Permaneció varios años en el destierro. Al asumir la presidencia José Joaquín Pérez, dictó una ley de amnistía, que le abrió las puertas a su país, volviendo y reincorporándose a su puesto de Diputado por Copiapó, además de volver a formar parte del movimiento político radical, que sus hermanos junto con Manuel Antonio Matta habían logrado formar como partido político.
En 1864 formó parte de la redacción diario radical La Voz de Chile. En 1881 fue partidario de la candidatura presidencial de Manuel Baquedano y pronunció discursos ardientes en aras de su causa. En los últimos años vivió alejado de las luchas políticas y se dedicó a la agricultura.